# ほんの少し遠く
『ほんの少し遠く』（ほんのすこしとおく）は、竹洞哲也監督の日本映画。

## 概要
2022年12月5日に「OP PICTURES+フェス2022」の一編としてテアトル新宿で公開。
ピンク映画という体裁上、通野未帆が主演という表記であるが、物語上は那波隆史と伊神忠聡演じるおじさん2人のロードムービーという形式をとる。
舞台あいさつでは那波隆史が本作を含む監督・竹洞の作風について「日常の中のなんでもない風景を表現する、これが好き」と述べた。
2023年2月10日に、R18編集版が「美乳探訪　不埒な旅路」のタイトルで公開。
2024年2月2日、「ほんの少し遠く　柔肌に包まれて」のタイトルでスターボードからDVDが発売。
映画ライターの切通理作は「中高年の応援歌とみなす動きもあるだろうが、ただ闇雲に元気づけようとするのではなく、静かに染み込むように持っていくのは、長年このジャンルの中で映画を育ててきた作り手の底力といえる」と批評している。

## あらすじ
役員車運転手・寛治は、役員の山本から休日に車を出してほしいと頼まれる。山本は一泊小旅行をするいうが、行先も目的も話さない。山本の孤独を知った寛治はやがて目的を理解し始める。

## 登場人物
星名明海
演 ‐ 通野未帆
寛治の妻。夫のために毎朝おにぎりを作っている。
浜田美和
演 ‐ 黒川晴美
デリヘル嬢。寛治が山本に青春的なことを味わってほしいとコンパニオンとして呼び出し、山本とは親子ほど年齢が離れているが、公園のかくれんぼなどを楽しむ。
森脇瀬奈
演 ‐ 福田もも
寛治らの会社の後輩社員。寛治が呼び出した女性の一人だが、看護師コスプレプレイ中なため断る。
デリヘルの客
演 ‐ 津田篤
2022年に俳優引退宣言をした津田篤が演じる。ライターの切通は「（出演時間は少ないが）ひとつのカーテンコール的趣向」と記述している。
星名寛治
演 ‐ 伊神忠聡
嘘がつけない性格の役員付運転手。趣味はカーラジオを聞くこと。帰宅するや体も洗わず妻とセックス死ねるというガサツな性格。しかし愛妻弁当を大切に食し、ラジオには妻へのありがとうメッセージを投稿し続けている（ただし読まれたことはない）など無骨ながらも細かなことにも一喜一憂するほほえましさを持つ。バツイチで前妻との間に子供がいる。
山本志郎
演 ‐ 那波隆史
多忙な会社役員。比較的エリートとして職業に生きてきたが、人間関係をうまく作れず、妻とも見合い結婚。青春時代を取り戻したいと思っており、幼少時代の思い出の地である小さな公園にドライブ旅に出かけることを思いつく。仕事ではなくあくまでプライベートでの旅という思いから寛治には「友達として」、社用車ではなく自家用車で出かける。カセットコンロでインスタントラーメンを温め、鍋から直接食べることを「ごちそう」とする。EDのため、晴美と初めての夜は勃起できずに終わる。

## スタッフ
- 監督：竹洞哲也
- 脚本：小松公典
- 撮影監督：坂元啓二
- 録音：加唐学
- 整音：吉方淳二
- 編集：三田たけし
- 音楽：與語一平
- 助監督：赤羽一真、津田篤
- スチール：須藤未悠
- 撮影助手：原伸也、戸羽正憲
- 制作応援：別府啓太
- 提供・配給：オーピー映画